# Ken Garraway
Kenneth Garraway detto Ken (Victoria, 12 dicembre 1956) è un ex calciatore e allenatore di calcio canadese, di ruolo attaccante.

## Carriera

### Nazionale
Ha partecipato, con la rappresentativa canadese ai Giochi Olimpici del 1984, nei quali ha giocato 2 partite senza segnare, ed alle qualificazioni del campionato del mondo 1986, nelle quali è sceso in campo da titolare nella partita vinta per 2-0 contro Haiti il 13 aprile 1985.

### Allenatore
Dal 2004 allena la squadra femminile Under-15 della British Columbia Soccer Association.